# Jarra East
Jarra East är ett distrikt i Gambia. Det ligger i regionen Lower River, i den centrala delen av landet, 140 km öster om huvudstaden Banjul. Antalet invånare var 16 034 vid folkräkningen 2013. De största orterna då var Barrow Kunda, Wellingara-Ba, Sutukung, Dongoroba, Bureng och Pakaliba.